# Erioconopa tadzika
Erioconopa tadzika är en tvåvingeart som först beskrevs av Evgenyi Nikolayevich Savchenko 1972.  Erioconopa tadzika ingår i släktet Erioconopa och familjen småharkrankar. Inga underarter finns listade i Catalogue of Life.